# Gare de Montceau-les-Mines
Gare de Montceau-les-Mines – stacja kolejowa w Montceau-les-Mines, w departamencie Saona i Loara, w regionie Burgundia-Franche-Comté, we Francji.
Jest stacją Société nationale des chemins de fer français (SNCF), obsługiwaną przez pociągi TER Bourgogne.